# 小行星2744
小行星2744（2744 Birgitta）是一颗绕太阳运转的小行星，为火星轨道穿越小行星。该小行星于1975年9月4日发现。
該小行星以發現者克拉斯-英格瓦·拉格爾科維斯特的女兒安娜·比爾吉塔·安吉莉卡·拉格爾科維斯特（Anna Birgitta Angelica Lagerkvist）命名。

## 轨道参数
小行星2744的轨道半长轴为2.3024757 UA，离心率为0.331。